# Вокзальний провулок (Київ)
Вокза́льний прову́лок — зниклий провулок, що існував у Солом'янському районі міста Києва, місцевість Солом'янка. Пролягав від вулиці Симона Петлюри (тоді — Безаківської, Комінтерна) до вулиці Гетьмана Павла Скоропадського (тоді — Караваєвської).

## Історія
Провулок виник близько 1910 року (саме тоді вперше фіксується у довіднику «Весь Киев») під назвою Безаківський. Спершу пролягав від Безаківської вулиці до тупика поблизу Караваєвської вулиці, однак вже у 1920-х роках виходив до Караваєвської вулиці. З 1938 року — Привокзальний провулок. Назву Вокзальний провулок набув 1944 року.
Офіційно ліквідований 1977 року у зв'язку зі зміною забудови.